# 7294 Barbaraakey
A 7294 Barbaraakey (ideiglenes jelöléssel (7294) 1992 LM) a Naprendszer kisbolygóövében található aszteroida. G. J. Leonard fedezte fel 1992. június 3-án.